# Kessel, Belgien
Kessel är en ort i Belgien.   Den ligger i provinsen Antwerpen och regionen Flandern, i den centrala delen av landet, 40 km nordost om huvudstaden Bryssel. Kessel ligger 9 meter över havet och antalet invånare är 7 283.
Terrängen runt Kessel är mycket platt. Runt Kessel är det tätbefolkat, med 442 invånare per kvadratkilometer.. Närmaste större samhälle är Antwerpen, 18,1 km nordväst om Kessel. 
Omgivningarna runt Kessel är en mosaik av jordbruksmark och naturlig växtlighet.